# Arthur Dale Trendall
Arthur Dale Trendall (Auckland, 28 de marzo de 1909 – Melbourne, 13 de noviembre de 1995) fue un arqueólogo clásico neozelandés. Historiador del arte de Nueva Zelanda, su trabajo de identificación de la obra de artistas individuales en vasos de cerámica griega de Apulia y otros sitios le valió premios internacionales y un título de caballero papal.

## Biografía
Educado en la Universidad de Otago (1926-1929) y en la Universidad de Cambridge (1931-1933), Trendall estuvo asociado profesionalmente con la Universidad de Sídney y la Universidad Nacional Australiana.
Dedicó la mayor parte de su vida al estudio de los cinco talleres de ceramistas de la Magna Grecia: Apulia, Lucania, Campania, Paestum, Sicilia.
Durante la Segunda Guerra Mundial fue criptógrafo de Fleet Radio Unit Melbourne en Melbourne.
Desde su muerte, algunas de sus atribuciones y su datación de pintores han sido cuestionadas por especialistas franceses e italianos; a diferencia de John Beazley, trabajó en producciones extremadamente diversas a escala local o regional, cuya relación con los contextos de recepción y los determinantes culturales se comprenden gradualmente hoy en día.
Sin embargo, su trabajo sigue siendo esencial para el estudio de la cerámica italiota, cuyo reto hoy en día es actualizarlo colectivamente.
Su trabajo en la clasificación de las individualidades artísticas le reportó varios premios internacionales.

## Publicaciones

### Publicaciones de A. D. Trendall, solo
- Paestan Pottery. A Study of the Red-Figured Vases of Paestum, Londres, 1936.
- Frühitaliotische Vasen. Bilder griechischer Vasen 12, Leipzig, 1938.
- Vasi antichi dipinti del Vaticano. Vasi italioti ed etruschi a figure rosse, Ciudad del Vaticano, 1953.
- Phlyax vases, Londres, University of London, Institute of Classical Studies, Bulletin supplements, 19, 1967.
- The Red-figured Vases of Lucania, Campania and Sicily [2 volumes], Oxford, University of London, Institute of Classical Studies, Bulletin supplements, 26, 1967.
- Early South Italian vase-painting, Maguncia, 1974.
- Troisième supplément du The Red-figured Vases of Lucania, Campania and Sicily, Londres, University of London, Institute of Classical Studies, Bulletin supplements, 41, 1983.
- The Red-figured Vases of Paestum, Roma, 1987.
- Red figure vases of South Italy and Sicily. A handbook, Londres, Thames and Hudson, 1989.

### Colaboraciones
- Con T. B. L. Webster : 
  - Illustrations of Greek drama, Londres, 1971.
- Con Alexander Cambitoglou :
  - The Red-figured Vases of Apulia, Early and Middle Apulian, Oxford, 1978.
  - The Red-figured Vases of Apulia, Late Apulian, Indexes, Oxford, 1982.
  - Premier supplément au The Red-figured Vases of Apulia, Londres, University of London, Institute of Classical Studies, Bulletin supplements, 42, 1983.
  - Second supplément au The Red-figured Vases of Apulia, 1-3, Londres, University of London, Institute of Classical Studies, Bulletin supplements, 60, 1991-1992.
- Avec Ian McPhee : 
  - «Greek red-figured fish-plates»  in Antike Kunst, Beihefte, 14, Bâle, 1987.
  - Addenda to « Greek Red-figured Fish-plates » In Antike Kunst, n.º 33, 1990, pp. 31-51.